# Telesforo Cuevas
Telesforo Fernández Cuevas (Oviedo, 5 de enero de 1849-Oviedo, 6 de diciembre de 1934) fue un pintor del realismo asturiano.

## Biografía

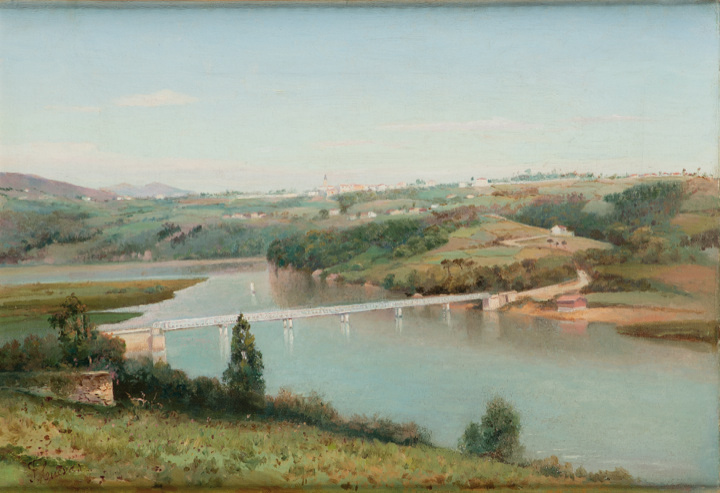
Puente sobre el río Nalón, óleo sobre tabla, 30 x 44 cm, subastado en 1934 en Fernando Durán.

Pintor al que la bohemia y la miseria llevaron a la realización de una obra prolífica pero bastante irregular, en la que sobresalen algunos cuadros en los que se retrata el paisaje asturiano, en especial los alrededores de Oviedo y del Nalón, con justeza de dibujo, luz y color.
La niñez de Cuevas se caracterizó por la discreta posición económica de su familia y la educación que recibió junto con sus otros hermanos, dibujantes y pianistas de calidad; tampoco le faltaron el cariño a su persona y los halagos a su obra. Vio cómo su cuadros eran calificados de "hermosísimos"; su gusto de "irreprochable", su persona de "eminente" y de "gran pintor asturiano"; sin embargo nada pudo con su vida bohemia y murió a los ochenta y cinco años en el Hospital Provincial de Asturias.
Su dos grandes amores, Asturias que retrató en multitud de ocasiones, y la comida, que le faltó en también bastantes, son los motivos principales de sus cuadros. Paisajes y bodegones; bodegones con todo género de carnes, frutas, huevos, pescados y panes; y, naturalmente, botellones y vasos de vino.
Sus cuadros y dibujos se cuentan por cientos. Entre los dibujos, el más conocido, sin duda, es el que publicó de El Carbayón en La Ilustración Gallega y Asturiana de 10 de noviembre de 1879. En el Museo de Bellas Artes de Asturias se expone Alrededores de Oviedo, uno de los característicos paisaje de su etapa central. Falleció en Oviedo a comienzos del mes de diciembre de 1934.